# Das Lächeln der Fortuna
Das Lächeln der Fortuna ist ein historischer Roman von Rebecca Gablé. Es ist der erste Roman der Waringham-Saga und ihr literarischer Durchbruch. Erstmals veröffentlicht wurde er im Jahr 1997.

## Inhalt
England 1360 bis 1399: Der zwölfjährige Robert of Waringham, genannt Robin, besucht die Klosterschule St. Thomas. Sein Vater, der wegen Hochverrats hingerichtet werden sollte, begeht angeblich Selbstmord und seine Familie verliert ihren Besitz. Zwar wird Robin die Möglichkeit eröffnet, weiter die Schule zu besuchen, er flieht jedoch und kehrt nach Waringham zurück, wo er als Pferdeknecht arbeitet. Dabei merkt er schnell, dass er anders ist als die anderen: Er hat ein ganz besonderes Gespür für Pferde. Das Gestüt wird von Conrad geleitet, der Robin unter seine Fittiche nimmt. Neuer Herr Waringhams wird Geoffrey Dermond, der ehemals beste Freund seines toten Vaters. Dieser will, weil er sich seinem alten Freund verpflichtet fühlt, aus Robin einen Ritter machen. Doch dabei kommt Dermond in Konflikt mit seinem Sohn Mortimer, der sich von Robin in seiner Position als zukünftiger Earl bedroht sieht. Mortimer schikaniert Robin hinter dem Rücken seines Vaters, wo er kann. Auch die rechte Hand Conrads, Stephen, macht Robin das Leben schwer, weil er mit Robins Vater noch eine Rechnung offen hatte.
Robins einziger Halt sind seine Schwester Agnes, sein vermeintlicher Halbbruder Isaac und später Mortimers Cousine Alice Perrers (die Geliebte des Königs). Später nimmt sich Robin des taubstummen Findelkindes Leofric an und bringt ihm Lesen und Schreiben bei. Als Dermond stirbt, wird die Lage für Robin gefährlich. Dermond vermacht Robin das Schwert seines Vaters und seiner Schwester die Juwelen seiner Mutter. Er verkündet in seinem Testament, er wünschte, Robin wäre sein Sohn. So macht Robin sich mit Leofric auf, an einem anderen Ort sein Glück zu versuchen. 
Unterwegs werden die Flüchtlinge von Mortimer überrascht, aber Robin kann ihn überwältigen. Im nächsten Ort gibt er seinen Gefangenen als geflohenen Leibeigenen beim Sheriff ab und nimmt Mortimers Platz als Earl of Waringham ein. Er schifft sich mit Mortimers Depeschen (vom Duke of Lancaster) nach Frankreich ein, um sie dessen Lehnsherren, dem „Schwarzen Prinzen“ zu überbringen. Hier trifft er auch auf den Duke of Lancaster, einen jüngeren Bruder des Schwarzen Prinzen. In einigen Schlachten beweist er seinen Mut. Als er zu einer Abstimmung über das Schicksal eines französischen Ritters gerufen wird, beweist er Ehre, verdirbt es sich aber mit dem Schwarzen Prinzen. Nachdem er später beschließt, in Lancasters Dienst zu treten, wird durch eine Unachtsamkeit Leofrics, der ihn als sein Knappe nach Frankreich begleitet, Robins wahre Identität bekannt und Robin soll als Hochstapler gehängt werden. Der Duke of Lancaster jedoch rettet ihn und nimmt ihn in seinen Dienst. Robin und Lancaster verbindet fortan eine Freundschaft, die bis an ihr Lebensende dauern sollte. Robin und Leofric werden im Laufe der Zeit zu Leibwächtern Lancasters. Es gelingt Robin nicht nur, mit Hilfe Lancasters die Unschuld seines Vaters zu beweisen, sondern er wird auch zum Ritter geschlagen und mit einem Gut im Norden Englands bedacht. Waringham jedoch bleibt im Besitz Mortimers.
Sein neues Gut Fernbrook ist heruntergekommen. Mit viel Tatkraft baut Robin dort mit mehreren Begleitern aus Waringham eine florierende Pferdezucht auf und heiratet die Tochter des benachbarten Earl of Burton.  Weil ihre älteste Tochter Anne hellseherische Fähigkeiten hat, kommt es zu Konflikten mit ihrer Mutter (die in einem Kloster aufgezogen wurde und alles Übersinnliche verabscheut) und zu einer engen Bindung zwischen Robin und Anne. Sein Sohn Edward wird geboren. Mehrfach reist Robin an der Seite seines Lehnsherren nach Frankreich und Spanien, um dort im Hundertjährigen Krieg zu kämpfen. 
Als er einmal nach Fernbrook aus dem Krieg zurückkehrt, trifft er dort auf seinen in Geldnöten steckenden Schwager, den Erben seines verstorbenen Schwiegervaters. Er hat in Robins Abwesenheit das Gut übernommen und nur mit viel Mühe gelingt es Robin, ihn und seine Männer zu vertreiben. 
Auch die nächsten Jahre verlaufen turbulent. In London erlebt er an der Seite seines Lehnsherren den Revolutionsversuch von Wat Tyler und John Ball. Dabei verliert er fast sein Leben, als er Lancaster beschützt. Für dessen Sohn Henry wird er zum Freund und Lehrer. Als Robin nach Fernbrook zurückkehrt, findet er dort erneut seinen Schwager vor. Seine schwangere Frau ist auf der Flucht, stirbt jedoch nach der Geburt des Sohnes Raymond. Mit Mühe gelingt es Robin, erneut sein Eigentum zurückzugewinnen. Sein Schwager wird hingerichtet. Durch Lancasters Wirken im Hintergrund wird Robin zum neuen Earl of Burton und steigt in den Hochadel auf. Auch das heruntergewirtschaftete Burton kann Robin wieder aufbauen. 
Robin verliebt sich in Blanche, die Frau seines alten Widersachers Mortimer und beginnt eine Affäre mit ihr. Weil Mortimer nach einem Putsch gegen die Anhänger König Richards England verlassen hat, können beide heiraten. Robin adoptiert Mortimer, den Sohn von Blanche. Die beiden bekommen noch zwei Töchter und einen Sohn John, der in Die Hüter der Rose die Hauptrolle spielen wird. Nach der Thronbesteigung Henrys, Sohn von Lancaster, verübt Mortimer einen Anschlag auf dessen Sohn und wird daraufhin des Hochverrats für schuldig befunden und zum Tode verurteilt. Schließlich bekommt Robin Waringham zurück und sein ältester Sohn Edward wird Earl of Burton.

## Bemerkungen
Robins Vater und Geoffrey Dermond haben auch mehrere Auftritte in Gablés Buch Der König der purpurnen Stadt (2002), das zwar später erschien, aber chronologisch davor spielt. Die Hüter der Rose (2005) ist die direkte Fortsetzung von Das Lächeln der Fortuna. Auch hier trifft man auf Robin of Waringham und seine Söhne Edward und Raymond. Doch die Hauptrolle spielt dort sein jüngster Sohn mit Blanche, John of Waringham. Am 24. August 2007 erschien der dritte Band Das Spiel der Könige, womit Das Lächeln der Fortuna der erste Teil einer Trilogie wurde, die 2011 durch das Erscheinen von Der dunkle Thron noch um einen vierten, 2015 mit Der Palast der Meere um einen fünften Teil ergänzt wurde. Der 2019 erschienene Band Teufelskrone stellt den sechsten Teil der Reihe dar, spielt chronologisch aber vor Das Lächeln der Fortuna.
Bei einer großen Umfrage des ZDF nach den besten Büchern aller Zeiten (Unsere Besten), erreichte Das Lächeln der Fortuna Platz 77. Mittlerweile ist das Buch in diversen Auflagen und Ausgaben, als Hardcover bei Lübbe (1997) und als Taschenbuch bei Bastei Lübbe (erstmals 1999), sowie als Sonderausgabe für den Bertelsmann-Club (2001) und den Bechtermünz-Verlag (1999) erschienen. Eine Neuauflage des Hardcovers erschien 2001 bei Ehrenwirth. Im November 2011 erschien – zunächst nur als E-Book bei Lübbe-Digital – unter der Bezeichnung „Director’s Cut“ eine ungekürzte Fassung des Romans nach dem Originalmanuskript. Dieses musste 1997 aus technischen Gründen um etwa 300 Seiten gekürzt werden und wurde erst Anfang 2011 wiedergefunden. 2014 wurde es auch in einer Printversion veröffentlicht. Des Weiteren gibt es die Waringham-Reihe auch als Hörbuch, zunächst gelesen von Martin May, später von Detlef Bierstedt. Im zweiten Teil liest auch Rebecca Gablé einen Teil des Werkes im Wechsel mit Martin May. Erschienen sind die Hörbücher bei Lübbe Audio.

## Die Hauptpersonen
Alle historischen Personen sind mit einem * gekennzeichnet
Waringham:
- Robert of Waringham, genannt Robin
- Agnes, seine Schwester
- Isaac, sein Freund und vielleicht sein Bruder
- Conrad, der Stallmeister von Waringham
- Maria, seine Frau
- Elinor, ihre Tochter
- Stephen, Conrads rechte Hand
- Geoffrrey Dermond, Earl of Waringham
- Matilda, seine Frau
- Mortimer, Geoffrreys und Matildas Sohn
- Blanche Greenley, seine Frau
- Mortimer, Mortimers und Blanches Sohn
- Alice Perrers*, Matildas Nichte und Geliebte König Edwards III.
- Leofric, Waisenkind, Robins Knappe

Fernbrook und Burton:
- Oswin, Stallknecht
- Gisbert Finley, Robins Cousin
- Thomas, Joseph und Albert, seine Brüder
- Giles, Earl of Burton
- Giles, sein Sohn
- Joanna, seine Tochter und Robins Frau
- Anne, Edward und Raymond, ihre Kinder
- Christine und Isabella, Joannas Schwestern
- Hal, der Stallknecht
- Mathew, der Schmied
- Francis Aimhurst, Robins Knappe
- Tristan Fitzalan, jüngster Sohn des Earl of Arundel* und ebenfalls Robins Knappe

London, Ritterschaft, Kirche und Adel:
- Henry Fitzroy, ein walisischer Ritter
- Peter deGray, ein Ritter
- Geoffrey Chaucer*, Dichter, Diplomat und Hofbeamter
- Roger Mortimer*, Earl of March
- Peter de la Mare*, sein Handlanger
- Henry Percy*, Marschall von England und Earl of Northumberland
- Henry »Hotspur« Percy*, sein Sohn
- Thomas Beauchamp*, Earl of Warwick und einer der Lords Appellant
- Thomas Holland*, Earl of Kent und König Richards Halbbruder
- John Holland*, sein Bruder
- Robert de Vere*, Earl of Oxford, später Marquess of Dublin und Duke of Ireland
- Sir William Walworth*, Bürgermeister von London
- Sir Robert Knolles*, Glücksritter
- Sir Patrick Austin, dessen unehelicher Sohn und Befehlshaber der königlichen Leibgarde
- Wat Tyler*, Bauernführer
- Richard FitzAlan, 11. Earl of Arundel*, Appellant
- Thomas Mowbray*, Earl of Northampton, später Duke of Norfolk und Appellant
- Thomas Hoccleve*, Dichter, Hofbeamter
- Vater Gernot, Dorfpfarrer von Waringham
- Vater Horace, Dorfpfarrer von Fernbrook
- William Wykeham*, Bischof von Winchester
- Dr. John Wycliffe*, Kirchenreformer, Professor in Oxford
- Lionel, sein Schüler und Robins Schulfreund
- Simon Sudbury*, Erzbischof von Canterbury und Kanzler von England
- William Courtenay*, Bischof von London und später Erzbischof von Canterbury
- William Appelton*, Franziskaner, Lancasters Leibarzt und Ratgeber
- John Ball*, vox populi
- Thomas Fitzalan*, Bischof von Ely und später Erzbischof von York

Plantagenet
- Edward III.*, König von England
- Edward, der „Schwarze Prinz“*, sein ältester Sohn
- Joan of Kent*, seine Frau
- Richard of Bordeaux*, ihr Sohn, später Richard II.
- John of Gaunt*, Duke of Lancaster, Edwards mächtigster Sohn
- Blanche of Lancaster*, seine erste Frau
- Henry Bolingbroke*, ihr Sohn, später Henry IV.
- Mary de Bohun*, seine Frau
- Henry of Monmouth*, ihr Sohn, später Henry V.
- Edmund of Langley*, Duke of York, ein weiterer Sohn von Edward III.

## Ausgaben
- Das Lächeln der Fortuna. Historischer Roman. 23. Aufl. Verlag Lübbe, Bergisch Gladbach 2008, ISBN 978-3-404-13917-0.
- Das Lächeln der Fortuna. Hörbuch. Verlag Lübbe, Bergisch Gladbach 2004, ISBN 978-3-7857-1429-4 (10 CDs, Sprecher: Martin May).
- Das Lächeln der Fortuna - Director's Cut. Historischer Roman. E-Book. Lübbe Digital, ISBN 978-3-8387-1228-4.
- Das Lächeln der Fortuna - Erweiterte Ausgabe. Verlag Bastei Lübbe, 2011, ISBN 978-3-404-16944-3.